# Exit Refugium Peccatorum
Exit Refugium Peccatorum (ERP) es un grupo italiano de música underground, noise y alternative rock, radicado en Roma desde 1986.
Su música es una mezcla de tendencias que van desde el post-punk, la música electrónica, música industrial y el ambient. Entre 1987 y 1990, la banda editó tres demos. En el año 1992 lanzaron "Zonfeld", su primer sencillo. Su discografía cuenta con 8 discos oficiales.

## Historia

### Inicio
El grupo surge en 1986 a partir de una idea de los hermanos Vallejo, Salvador y John, fundadores del proyecto de origen español.
El primer nombre que tuvo el proyecto musical fue Sahara Project, luego cambiado por el nombre Exit, y completado de manera definitiva como Exit Refugium Peccatorum.
A los hermanos Vallejo se unieron en 1987 los dos componentes Uberto “Ubi” Agostinelli (batería) y Luca Argano (guitarra), quien sería reemplazado por Luca Gentili, Ivan Facchini y Daniele Lupi.

### Etapa de demos (1987 - 1991)
En 1987, ERP edita su primer demo titulada Demofobia, donde, en su gran mayoría, los temas eran de la época de Sahara Project. Las pistas de dicho demo fueron autoproducidas y grabadas de manera muy artesanal. Seguirían luego agregando a su discografía, Acrazia de 1989 y Solitudo de 1991.

### Etapa de conciertos (1987 - 1992)

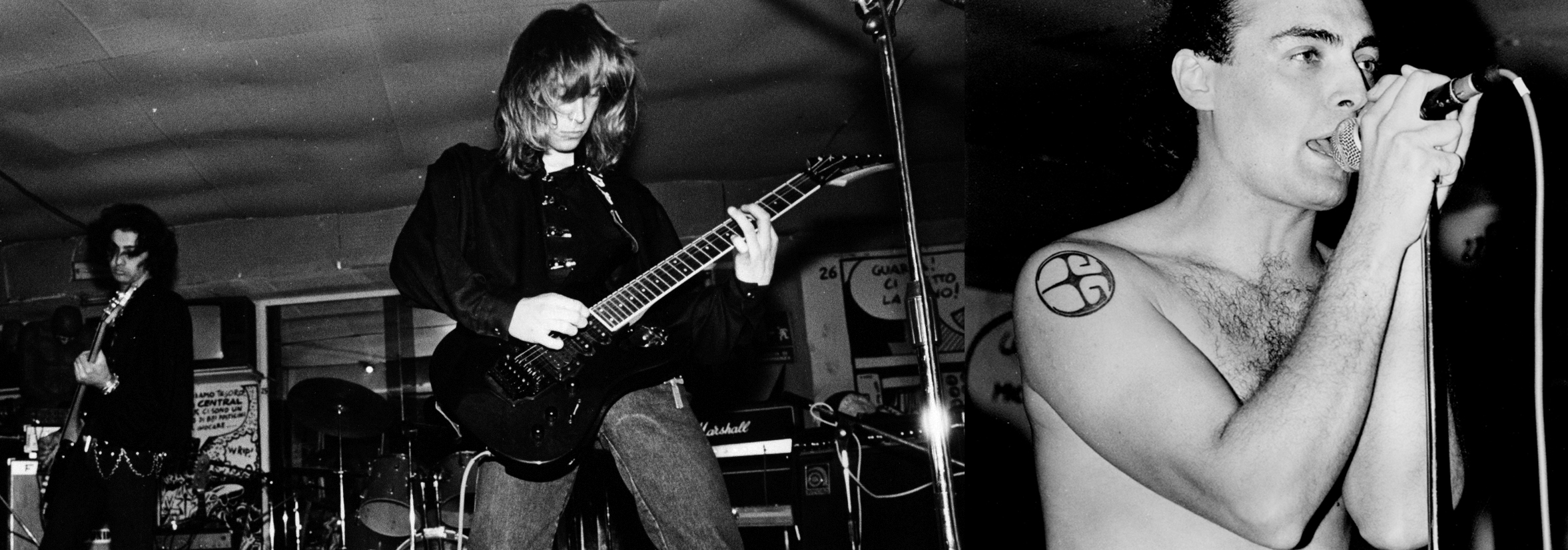
Exit Refugium Peccatorum en concierto al Uonna Club de Roma en 1991

Los primeros conciertos se realizaron en el año 1987 en lugares históricos del “underground” romano, como el Uonna Club, el CSOA Forte Prenestino, el “Evolution Club”, el “CSOA break-out” o el “Piazza Grande”. También destaca la actuación en el primer “Homenaje a Ian Curtis”, organizado en Macomer el 18 de mayo de 1991. Ese mismo año, se llevó a cabo su último concierto oficial, organizado en un teatro romano e interrumpido por la llegada de la policía. Las últimas actuaciones breves, sin embargo, se remontan a 1992.

### Zonfeld
En 1992, tras la decisión de abandonar del todo las actuaciones en directo, el grupo se dedica totalmente a la publicación de material musical. Y su primer disco, titulado Zonfeld, es un single en vinilo de 45 revoluciones.
El disco sorprende a la crítica y gana espacio en los medios de comunicación entrando en la programación de radios como Radio Rock o en revistas italianas especializadas como Urlo y Rumore. En febrero, el grupo es entrevistado por el crítico y escritor musical Andrea Tinti de Radio Popolare de Milán, que, entre varios, transmite temas escogidos de los demos del grupo.
Del tema Zonfeld el grupo edita un videoclip en blanco y negro dirigido por el director Valerio Villalba y rodado con la Super-8 personal del director francés Eric Rohmer. Con el mismo director los ERP habían anteriormente colaborado a la banda sonora de un cortometraje titulado Fruta Contaminada.
Los ERP, que desde siempre viven en Grottaferrata, una pequeña ciudad en la provincia de Roma, en 1992, por sus claras posiciones sociales y por sus ideas se chocan con la hostilidad del Movimiento Político. Un movimiento hecho por grupos de jóvenes de Extrema derecha, formado por Skinheads y Naziskin, que escriben frases ofensivas y de amenazas contra el grupo en los muros frente a su casa. Hostilidad que, en 1993, en una noche de verano, se manifiesta con la quema del coche del grupo.

### Edad mental
El siguiente vinilo, de 1993, titulado Edad Mental, es un EP de 7 pulgadas con un sonido más profundo del disco anterior y más oscuro. En él, uno de los temas es dedicado a una querida amiga del grupo, asesinada solo tres años antes por los escuadrones de la muerte en Ciudad de México, mientras que indagaba sobre la violación de los derechos humanos en ese país.

### Cáncer
Si Edad Mental, con su sonido introspectivo, no obtiene un consenso de la crítica, el tercer disco, y tercer vinilo, es un EP titulado Cáncer que confirma la originalidad del sonido del grupo.
También en este disco, hay dedicatorias importantes: el tema C.N.T. está dedicado a la famosa organización sindical española (C.N.T.) de la guerra civil española y a todos los revolucionarios que lucharon en esa guerra en defensa de la república y de los ideales de libertad y democracia. Pero, sobre todo, el tema está dedicado a sus propios abuelos que en esa guerra lucharon por tres años y de la que se salvaron cruzando a pie los Pirineos y buscando refugio en Francia, donde fueron injustamente encerrados en campos de concentración, como miles de combatientes españoles, por las mismas autoridades francesas. Más tarde, gran parte de ellos fueron escogidos desde esos mismos campos de detención por las tropas nazis de Hitler y trasladados en campos de exterminio, donde terminaron muriendo. Fue solo gracias a un gran idea del escritor y poeta Pablo Neruda que, en el tentativo de salvar el mayor número posible de españoles defensores de la República, los abuelos de los hermanos Vallejo, combatientes de la guerra civil española, salvaron sus vidas embarcándose en el famoso y viejo barco francés Winnipeg fletado por el poeta chileno, y con el cual salvó la vida a 2200 revolucionarios españoles. 
Años más tarde el mismo poeta dirá de esa “empresa”:
“Que la crítica borre toda mi poesía, si le parece. Pero este poema, que hoy recuerdo, no podrá borrarlo nadie.”

La primera crítica de Cáncer se edita en las páginas de la fanzine española “Sturm und Drang”, como española es la primera radio en transmitir desde Barcelona las canciones del grupo, en el programa “Revolución Anti-oxidante”.

### Maledictio
ERP, que ya desde el anterior disco son un dúo formado solamente por los hermanos Vallejo, en 1995 editan en vinilo, Maledictio, y en noviembre son entrevistados en directo por Prince Faster de Radio Rock antes, y luego por Gianluca Polverari y Michele Lucas de Radio Città Futura.
El nombre del grupo en la portada y enteras páginas les dedica la revista española “Maldoror” que del grupo y de su música escribe:
“… Surrealista … uno de los grupos más bizantinos de la escena musical.”
Pero es una fanzine de Roma, “Obscure Melancolie”, la primera en publicar una entrevista del grupo y en editar el primer recopilatorio, editado en formato casete, con varios grupos del underground italiano. Otras críticas positivas llegan de la fanzine “Under The Black Rose” y en diciembre aparece un artículo excelente en las páginas de la nueva y original revista musical “Ain't Magazine”.

### El Melody Maker y Red Ronnie
Una de las críticas más importantes llega desde las prestigiosas páginas de la revista inglesa Melody Maker de Londres, que en el número especial de su 70 aniversario y a través de las palabras de una de sus mejores críticas musicales de siempre, Holly Hernández, escribe de ellos:
“...they are serious, noisy, foreign and perfect for Alternative Nation.” (Traducción: "...son serios, ruidosos, extranjeros y perfectos para Alternative Nation (lit. Nación Alternativa)")
Mientras que en Italia el famoso conductor televisivo Red Ronnie invita al grupo a una actuación en directo desde su programa musical “Help!”, el mejor de la época, en el canal de televisión TMC2. Actuación televisiva que no llegará a su fin por un serio accidente a la mano del guitarrista Ivan Facchini.

### Silencio de 1996
En 1996, ERP decide de anular toda forma de exposición pública y toda la edición de material musical a tiempo indefinido.

### Los libros "Gothica" y "Vinile Italiano"
En 1997, aunque siga el silencio mediático, el nombre del grupo queda impreso en las páginas del libro “Gothica - la generazione oscura degli anni '90” (Tunnel Edizioni, 1997, 94 páginas, ISBN 88-87067-03-1) escrito por Marzia Bonato y la redacción de la revista Ver Sacrum. Uno de los libros que mejor relatan el ambiente, las tendencias y los protagonistas del panorama underground internacional.
En 2010, otro libro, “Vinile Italiano: índice del Nuovo Rock dal 1977 al 2010” (Edizioni Spittle, 452 páginas) de Paolo Dovico y Luigi Riganti, detalla la música y la discografía del grupo.

### Nuevo disco, William Faith y “la Musa”

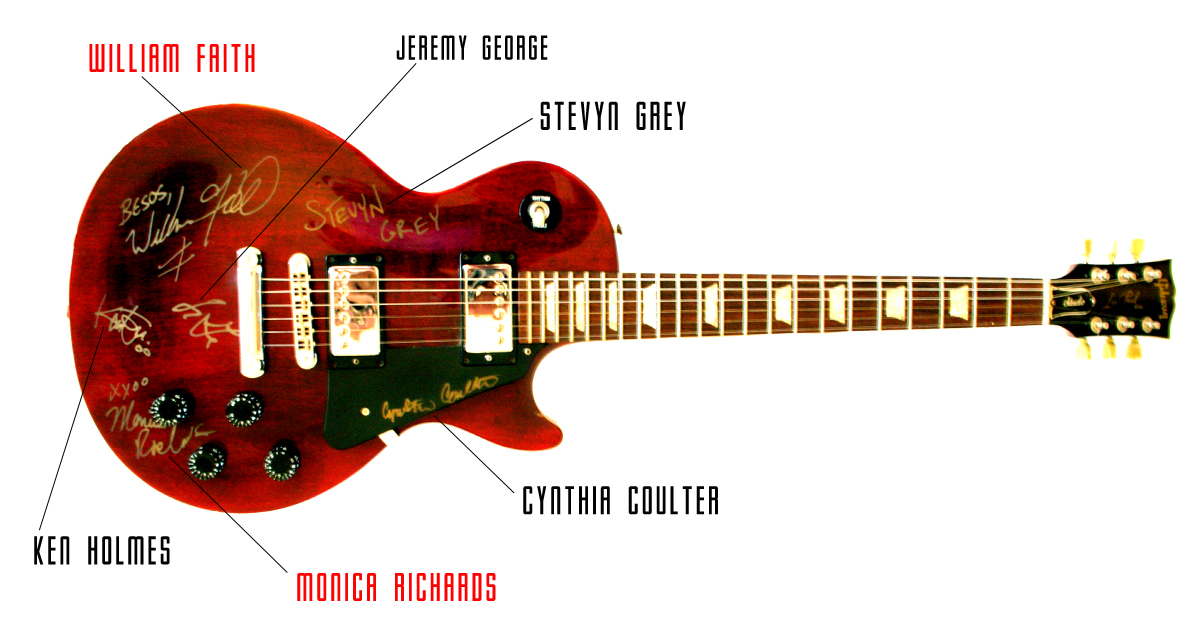
”La Musa” guitarra eléctrica Gibson Les Paul grabada con los autógrafos del grupo musical Faith and the Muse

En noviembre de 2007, tras más de 10 años de silencio, los ERP conceden una larga entrevista al crítico y escritor Pedro Ortega para la webzine española “Mentenebre”. Entrevista en la que los hermanos Vallejo confirman su actividad ininterrumpida a su proyecto musical y al trabajo de un nuevo disco, anticipando la decisión de volver a editar música públicamente. En la misma entrevista cuentan de los nuevos temas en fase de grabación con la guitarra de William Faith, excomponente de los Christian Death y actual líder de los Faith and the Muse, conocido durante un concierto del grupo americano en Madrid en el año 2000; una guitarra Gibson Les Paul grabada con los autógrafos de toda la banda americana y que los Exit Refugium Peccatorum llaman “la Musa”.

### Trilogía de “Cosmos” y Rockerilla

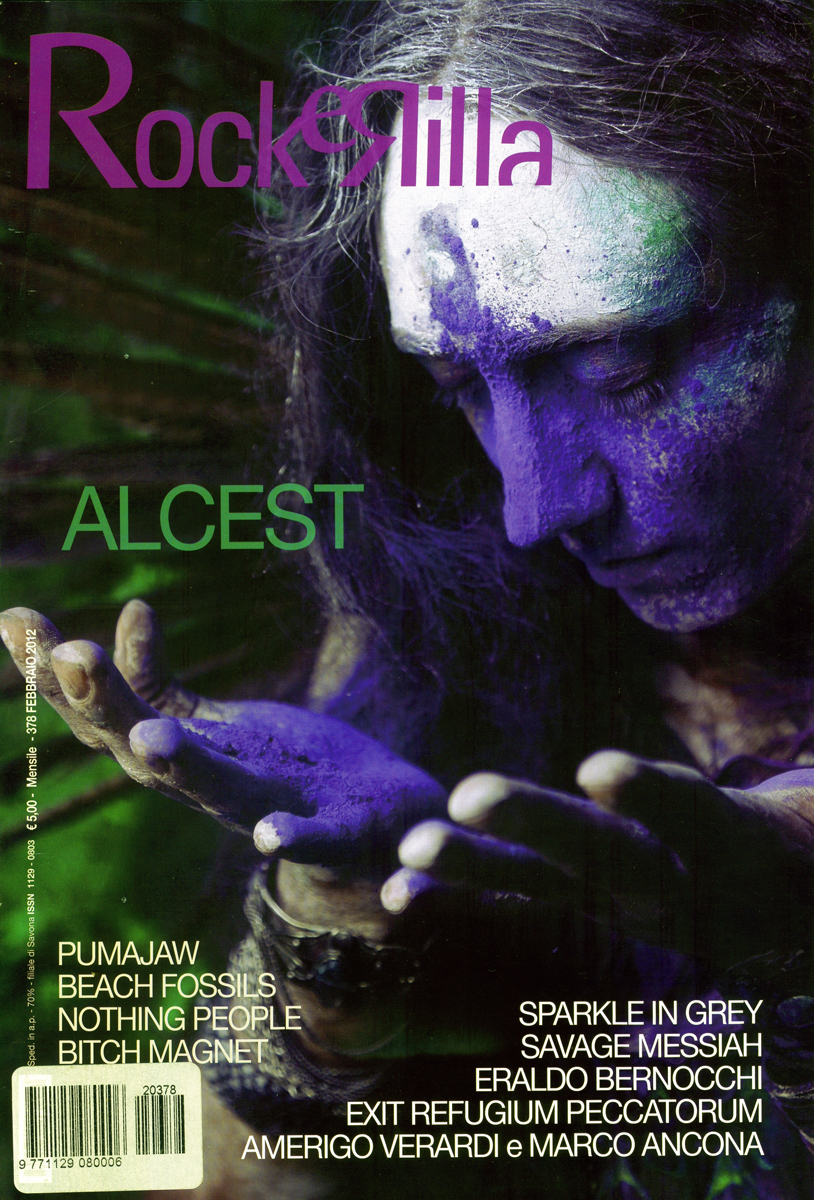
Los ERP en la portada de Rockerilla en el número de febrero de 2012

En 2010 los ERP finalmente publican en un LP Xaos. El disco es el primer capítulo de una trilogía enteramente inspirada y dedicada al científico, astrónomo y escritor Carl Sagan y a su libro más conocido y completo: "Cosmos"
La edición de Xaos proporciona al grupo muy buenas críticas de la Prensa especializada en revistas, fanzine y webzine de Alemania, España, Bélgica y Holanda, y una de las mejores entrevistas hechas por el crítico musical y escritor Alberto Monreal para la webzine española “La Defunción”.
En Italia, el disco obtiene buenas reseñas en importantes revistas como Rockerilla y Mucchio; y en febrero de 2012 los Exit Refugium Peccatorum se ganan la portada de Rockerilla, la revista de Rock más famosa de Italia, con dos páginas enteras y una gran entrevista de parte de uno de los más importantes críticos musicales del país, el escritor Aldo Chimenti, que del grupo escribe: 
“los Exit Refugium Peccatorum son un ejemplo de una tenacidad creativa y refractaria a las costumbres del mainstream, exiliados a los márgenes de su propio sentido interior de outsider con visiones extraordinarias. Esto les convierte en una “cult band” extremadamente atractiva. (…) Juntos han desarrollado el amor por la música y una índole investigativa en las cuestiones del Universo y del Ser, sobre el sentido de la Vida y sus misterios, la fragancia del Conocimiento que hace a los Hombres libres.”

## Formación

### Componentes
Salvador Vallejo – voz, guitarra, teclado, synth y programación
John Vallejo – bajo, guitarra, teclado, synth y programación

### Ex-componentes
Uberto "Ubi" Agostinelli – batería
Luca Argano – guitarra
Luca Gentili - guitarra
Ivan Facchini – guitarra
Daniele Lupi - guitarra

### Colaboradores
Guido Zen – synth y programación
Laura Ruggieri – voz
Francesca Luce – voz
Romina Gruosso - voz

## Demo-grafía
- 1987 - Demofobia
- 1989 - Acrazia
- 1991 - Solitudo

## Discografía
- 1992 - Zonfeld
- 1993 - Edad Mental
- 1994 - Cancer
- 1995 - Maledictio
- 1995 - XVI
- 1996 - Iconomachia
- 2010 - Xaos

## Videografía
- 1988 – Fruta Contaminada
- 1992 - Zonfeld
- 2010 - Solaris

## Recopilatorios VV.AA.
1996 – VV.AA. – Obscure Melancolie

## Proyectos paralelos
- Luna 24

### Páginas oficiales
Web oficial de ERP Archivado el 21 de marzo de 2022 en Wayback Machine.
Web oficial de ERP en Facebook
Web oficial de ERP en Youtube
Web oficial de ERP en Vimeo
Web oficial de ERP en Sondcloud

### Otras páginas
Exit Refugium Peccatorum en la BBC
Exit Refugium Peccatorum en Discog
- Datos: Q5853168